# Liptovský Michal
Liptovský Michal – wieś i gmina (obec) w powiecie Rużomberk, kraju żylińskim, w północnej Słowacji. Wieś lokowana w roku 1331.
We wsi zachował się zabytkowy kościół św. Michała (murowany, otynkowany, z przyporami, kryty gontem, z sygnaturką pośrodku dachu), otoczony murem, z (częściowo) drewnianą (piętro, dach, kopuła) dzwonnicą w narożniku muru i figurą Trójcy Św.(?) obok wejścia. Za kościołem niewielki, nadal czynny cmentarz.